# Nordiska nykterhetsrådet
Nordiska nykterhetsrådet var en paraplyorganisation för nordiska nykterhetsorganisationer, bildad 1936.

## Historik
Det nordiska samarbetet kring alkoholpolitiken har en lång historia. Redan 1846 hölls ett nordiskt nykterhetsmöte i Stockholm. 1890 samlades en rad nykterhetsorganisationer till kongress i nuvarande Oslo. De fortsatte sedan att, fram till 1999, träffas vart tredje år (med undantag för några år under andra världskriget).
Ett fastare samarbete startade 1936 i form av Nordiska nykterhetsrådet som år 2000 ersattes av NordAN, som är öppet för alla organisationer som vill arbeta för en restriktiv alkohol- och narkotikapolitik.
Kända svenska ledare för Nordiska nykterhetsrådet var bland andra Bengt Göransson och Valeri Surell.